# Miss Universe Tanzania
Miss Universe Tanzania is een in 2007 voor het eerst gehouden missverkiezing in Tanzania die 's lands vertegenwoordigster op de volgende Miss Universe-verkiezing moet selecteren. Ook de drie eredames vertegenwoordigen hun land op andere internationale verkiezingen. De wedstrijd is niet gerelateerd aan de voormalige Miss Tanzania-verkiezing. De rechten op de organisatie van de missverkiezing zijn in handen van Compass Communications.
De eerste Miss Universe Tanzania was Flaviana Matata (20) in 2007. Zij eindigde op de zesde plaats bij Miss Universe 2007 in Mexico-Stad.

## Winnaressen
| Jaar | Winnares              | Herkomst      | Plaats Miss Universe |
| ---- | --------------------- | ------------- | -------------------- |
| 2013 | Betty Boniphace       | Dar es Salaam | Niet geplaatst       |
| 2012 | Winfrida Dominic      | Dar es Salaam | Niet geplaatst       |
| 2011 | Nelly Kamwelu         | Dar es Salaam | Niet geplaatst       |
| 2010 | Nuya Hellen Dausen    | Arusha        | Niet geplaatst       |
| 2009 | Illuminata James Wize | Mwanza        | Niet geplaatst       |
| 2008 | Amanda Sululu         | Arusha        | Niet geplaatst       |
| 2007 | Flaviana Matata       | Dar es Salaam | Zesde                |